# Samuel Pitiscus
Samuel Pitiscus est un savant philologue allemand, neveu de Bartholomäus Pitiscus, né à Zutphen (Hollande) le 30 mars 1637, mort à Utrecht le 1er février 1727.
Il étudie les langues anciennes à Deventer, sous le célèbre Gronovius, apprend ensuite la théologie à Gronigue, entre dans les ordres et revient à Zutphen, où il se voue à la carrière de l’enseignement.
Appelé, en 1685, à Utrecht, il y remplit pendant trente-deux ans les fonctions de recteur du collège de Saint-Jérôme.

## Œuvres
On lui doit de bonnes éditions de Quinte-Curce, d’Aurelius Victor, etc.
On a, en outre, de lui : 
- Lexicon latino-belgicum (Amsterdam, 1704, in-4°) ;
- Lexicon antiquitatum Romanorum (Leuwarden, 1713, 2 vol. in-fol.), ouvrage qui lui coûta dix années de travail.
- Dictionnaire des antiquités romaines ou Explication abrégée des Cérémonies, des Coutumes et des Antiquités, sacrées et profanes, publiques et particulieres, civiles et militaires, communes aux Grecs et aux Romains, traduction française en deux volumes de 1766

## Source
« Samuel Pitiscus », dans Pierre Larousse, Grand dictionnaire universel du XIXe siècle, Paris, Administration du grand dictionnaire universel, 15 vol., 1863-1890 [détail des éditions].